# ФК Текстилац Оџаци
Фудбалски клуб Текстилац Оџаци је фудбалски клуб из Оџака који се тренутно такмичи у Првој лиги Србије, другом такмичарском нивоу српског фудбала.
Клуб је основан 1919. године као Оџачки спортски клуб и од 1925. укључује се у такмичење Суботичког ногометног подсавеза. Пет година раније 1920. Оџачки СК није добио дозволу за такмичење у првој сезони СНПа иако је на јесен жребан. У пролеће 1941. године клуб је иступио из Југословенског Ногометног Савеза и приступио Немачком фудбалском савезу на тлу Бачке у коме се за време рата такмичио. Након Другог светског рата поново се вратио фудбалском савезу Југославије и наступао у трећем нивоу такмичења. Након распада Југославије, клуб је наступао у такмичењима Фудбалског савеза Војводине.
Када је основан Оџачки спортски клуб, боје клуба су биле црвена и црна (као и већини клубова који су долазили из места насељеним Подунавским Швабама), касније је променом имена у Текстилац уследила и промена клупских боја у плаву и белу. Прве утакмице клуб је играо на Вашаришту, а од 1928. године игра на садашњем стадиону који сада носи назив Градски стадион.

## Историја

### Оснивање клуба
Оџачки спортски клуб је основан заслугом радника и фудбалских ентузијаста Фабрике ужарије и канапа Јохана Ертла, угледног индустријалца и посланика у првом сазиву парламента Краљевине Срба, Хрвата и Словенаца, 19. априла 1919. године. Играчи и бројни навијачи клуба су били запослени у фабрици која је у то време била позната широм Европе по преради конопље. Јохан Ертл је одмах изградио и одржавао игралиште на Вашаришту, место на коме се данас налази стадион Фудбалског клуба Оџаци.

Фудбалски клуб се брзо развијао захваљујући добрим условима. Шест година након смрти Јохана Ертла 1928. године, његов син, који је преузео вођење фабрике, изградио је на плацу фабрике нови модеран стадион са свлачионицама, купатилом и тушевима. Као део фудбалског стадиона отворени су тениски терени тако да су у то време тенисери из Оџака заузимали важно место на југословенској тениској сцени. 
Са такмичењем у Краљевини Југославији почео је 1925. године у III разреду Суботичког ногометног подсавеза који се тад одигравао по Куп систему само једну утакмицу. У првом колу у Оџацима домаћи Оџачки СК је 11. октобра 1925. године поражен 1:3 од апатинског Аматера. Наредне сезоне 1926/27. Оџачки СК се укључује у Други разред СНП-а лигу Дунавског округа - група Ц, где ће у конкуренцији пет клубова, Станишићког АК, Аматера (Апатин), Сомборског Гимнастичарског Друштва и ЖАК-а (Сомбор) са 11 бодова заузети друго место.
Оџачки спортски клуб је најбоље резултате у предратној Југославији остварио у сезони 1935—36. када је био другопласиран са 6 освојених бодова у Завршној лиги за првака, прво место је освојио ЖАК са 12 бодова и у сезони 1936—37. када је заузео 4. место у Завршној лиги за првака, а те године је првак била Бачка. Последњу сезону у Краљевини Југославији клуб је одиграо у Групи провинција и заузео је 4. место.. Лета 1940. године из Суботичког ногометног подсавеза клуб заједно са 20 клубова прелази у новоосновану Сомборску жупу у којој остаје до пролећа 1941. године када иступа из Југословенског Ногометног Савеза и приступа новооснованом Немачком фудбалском савезу (НФС) на тлу Бачке. Те године су сви њихови резултати обрисани из Југословенске фудбалске лиге и они нису жребани за пролеће, које се због ратних догађаја није ни одиграло.
За време Другог светског рата Оџачки спортски клуб мења име у Hodschag sport club и лета 1941. године такмичи се у Оџачкој фудбалској групи НФС (играла се од јула до септембра 1941. године) која је била најбројнија са седам клубова. У сезони 1941/42. у конкуренцији девет клубова, оџачани се за бодове боре у најјачем такмичењу НФС тзв Првој класи. Увидевши да је Прва класа која је обухватала фудбалске клубове из места са већинским Немачким живљем у читавој Бачкој ипак велики залогај и издатак у времену великих ратних збивања, челни људи савеза после одиграних неколико кола (септембар и октобар 1941. године) прекидају такмичење, након чега се поново клубови у НФС деле на четири среза (Нови Сад, Сомбор, Оџаци и Врбас).
Пролећа 1942. године клуб из Оџака поново мења име овога пута у Аlemannia (латински назив за Немачку. Све романске земље је тако зову). Познато је да су фудбалери оџачке Аlemanniе као прваци Оџачког среза августа 1942. године играли двомеч са прваком сомборског среза Fußball Club Аdler (нем. Орао) из Станишића.

### Друга ноћна утакмица у Војводини
Фудбалери Рапида из Беча играли су 1936. године седам пријатељских утакмица са клубовима из Југославије, шест утакмица су одиграли у Србији и једну у Хрватској. Утакмица у Оџацима 25. јула има посебно значење, јер је одиграна у девет сати увече и то је постала друга ноћна фудбалска утакмица одиграна у Војводини.. Прва ноћна фудбалска утакмица је одиграна четири године раније (1932) у Новом Саду.
Пошто су метеоролози предвиђали да ће тог дана бити веома сунчано, Ертл је најавио ноћну утакмицу. Улазнице су желели многи из околних места, па чак и из Новог Сада и Суботице, чији се клубови нису састајали те године са Рапидом. Тада је одлучено да се утакмица не одигра на новом стадиону, већ на пространијем Вашаришту. Уследиле су припреме терена, али је највећи проблем представљало осветљење. Ертл је ангажовао инжењере из своје фабрике да реше проблем како да несигурна градска енергетска мрежа издржи додатних неколико хиљада сијалица које су мајстори поставили на стубове око самог терена.
Све је било спремно за почетак меча. За Рапид су наступали: Рафтл, Џестраб, Таушек, Зицемски, Песар, Скумал, Мајстер, Смистик, Биндер, Вагнер, Ауридни и Остерман, тренери су били Шунекер и Бауер. Играчи који су за Оџачки спортски клуб започели утакмицу били су: Катона, Хорват, Вајс, Лесмајстер, Зутер, Јеркович, Руприх, Месарош, Пос, Геслер и Шмит. Судија је био Нестор Сегедински из Суботице.
Рапид је после 10 минута игре постигао први погодак, стрелац је био Јохан Мајстер. Оџачани су имали неколико прилика да дођу до изједначења, али је ипак прво полувреме завршено резултатом 1:0. У другом полувремену фудбалери Рапида су показали да су квалитетнији тим. Прво је Франц Биндер у 65. минуту постигао други погодак за госте, а последњи гол на мечу постигао је Јохан Остерман у 87. минуту. Утакмица је завршена резултатом 3:0 за Рапид.
Пре ове утакмице одигране су само три ноћне утакмице у Југославији — једна на стадиону Грађанског у Загребу и једна у Београду на стадиону БСК-а.

### Период након Другог светског рата до распада Југославије
Након завршетка Другог светског рата, под утицајем комуниста клуб је променио име из Оџачки спортски клуб у Текстилац. Поново је формиран Фудбалски савез Југославије и да би се одредили учесници Прве савезне лиге Југославије у сезони 1946—1947. организована су првенства Србије, Хрватске, Словеније, Босне и Херцеговине, Македоније, Црне Горе и Војводине. Првенство Војводине је било подељено у две групе, Север и Југ. Текстилац је играо утакмицу за попуну Северне групе против Јединства из Сенте. Текстилац је у оба меча поражен. У првом сусрету Јединство је победило резултатом 4:0, а у другом 7:2 и пласирало се у Северну групу првенства Војводине.
Текстилац се наредних десет година такмичио у Сомборском округу, а свој први пласман у Војвођанску лигу обезбедио је 1958. године. Већ наредне године је, као претпоследњи клуб са 17 освојених бодова, испао из лиге. Једини клуб који је био лошије пласиран од Текстилца био је Раднички из Новог Сада.

У првој половини шездесетих година за Текстилац су наступали млади фудбалери који су касније постали важни играчи и прволигашких екипа. Голман Алфонз Хорватич, који је након шест година у Текстилцу наступао за Вележ и Марибор. Слободан Јованић и Анте Бачић, фудбалери који су помогли Црвенки да се 1970. године пласира у Прву лигу Југославије. Влатко Шимек, један од најбољих играча Радничког из Пирота и Хајдука из Сплита. Одмах након што су изборили повратак у Војвођанску лигу 1962. године остварили су најбољи пласман. Заузели су друго место у Војвођанској лиги са 40 освојених бодова. Исти број бодова је освојио Раднички из Сомбора, али је због боље гол разлике обезбедио пласман у Источну групу Друге лиге. Раднички је постигао 84 поготка, а примио 37, док је Текстилац постигао 65, а примио 40. У наредној сезони остварен је такође добар резултат. Текстилац је заузео четврто место. Након одласка ових фудбалера, Текстилац је пао и углавном првенства до краја шездесетих година завршавао на средини табеле. 
Седамдесетих долази до успона и падова. На самом почетку седамдесетих, Текстилац је заузео четврту позицију, да би само три године касније 1974. године завршио као шеснаести тим и испао из лиге. Први пут након дванаест година. После једне сезоне проведене у нижем рангу, вратио се у Војвођанску лигу, где је поново бележио одличне резултате и завршавао на четвртој и петој позицији. Након две добре сезоне, по први пут, Текстилац је изборио пласман на завршницу Купа Југославије. У шеснаестини финала противник је био винковачки Динамо. У купу се тада играла само по једна утакмица и домаћин је био Динамо. Винковачки клуб је повео погоцима Радића и Богдана, а једини погодак за Текстилац постигао је Фегер. Резултатом 2:1 Динамо је прошао у осмину финала у коме је изгубио од Ријеке, освајача купа те године. На крају седамдесетих, после скраћивања лиге на шеснаест чланова 1979. године, Текстилац је испао из лиге.
Значајних резултата није било током осамдесетих година. Прву прилику да се врати у Војвођанску лигу Текстилац је пропустио 1983. године. У квалификацијама за Војвођанску лигу Текстилац је играо против првака Подручне А лиге Зрењанина, Полета из Накова. У првој утакмици двомеча Текстилац је био домаћин и славио је резултатом 3:1, да би у другој утакмици Полет победом од 4:1 обезбедио учешће у Војвођанској лиги наредне сезоне. Ипак, 1987. године Текстилац се вратио у трећу лигу и, иако је заузео последње место те године, остао је у лиги. Разлог је било формирање нове Међурепубличке лиге Север у којој су чланови постали АИК, Бачка, Врбас и Динамо. Наредне сезоне, такође, заузима последње место и овога пута испада из лиге.

### Трећелигаш и повратак у нижи ранг
После дванаест година, 1999. године, Текстилац је успео да поново постане трећелигаш и у Српској лиги Војводина је остао све до 2015. године када је испао у Бачку зону, данас Војвођанска лига Север, у којој се и даље такмичи. На почетку двадесетпрвог века Текстилац је имао добро резултате, био је на средини табеле на крају сваке сезоне, у два наврата је играо утакмице за завршницу купа 2002. и 2008. године.
Тих година су у Текстилцу наступали играчи који су касније постали репрезентативци или играчи наших највећих клубова. Некадашњи штопер Црвене звезде и црногорски репрезентативац Саво Павићевић наступао је за Текстилац у сезони 2001—02, ту су и фудбалери који су прошли млађе категорије Текстилца Александар Давидов и Бранислав Трајковић, који су забележили по један наступ у дресу репрезентације Србије, а такође су наступали и за Партизан. Награду за најбољег спортисту Општине Оџаци 2007. године је добио бивши фудбалер клуба Зоран Ћирић, који је такође био центарфор Партизана.

## Симболи клуба
- Први грб Оџачког спортског клуба
- Грб за време Југославије
- Грб у периоду у којем је Итес био главни спонзор
- Данашњи грб

Боје Текстилца данас су плава и бела, али то нису биле прве клупске боје. Када је основан Оџачки спортски клуб прве клупске боје биле су црвена и црна, што се може видети и из првог грба клуба. Први грб је имао облик стилизованог штита којим доминира мотив сидра. Штит је био косо раздељен двема линијама које иду од горње леве стране штита ка доњој десној. Горње поље је било црвено, исто као и доње, а средишње црно. На десној и левој страни главе штита налазио се број 19, та два броја заједно чине годину оснивања клуба 1919. У појасу штита налазе се и слова О, С и Ц која представљају скраћеницу назива клуба. Клуб је до Другог светског рата наступао у црвено-црним пругастим дресовима или само у црвеним.
Након Другог светског рата дошло је до промене назива клуба у Текстилац, али и до промене клупских боја и грба. Клуб је добио грб потпуно новог изгледа. Као и код већине клубова у Социјалистичкој Федеративној Републици Југославији, јавља се мотив црвене петокраке звезде, која се налазила на десној страни главе штита. Штит је био косо раздељен линијом која је ишла од горње десне стране штита ка доњој левој. Горње поље је било плаве боје, а доње беле. На средини главе штита је стајало ФК, а у појасу нови назив клуба Текстилац Оџаци. Дресови које су фудбалери носили имали су различите шаре од плаво-белих водоравних или хоризонталних пруга, до потпуно плавих дресова.
Након распада Југославије клуб је поново променио свој грб. Нови грб је готово идентичан као и данашњи грб. Мотив црвене петокраке звезде замењен је плаво-белом фудбалском лоптом. У појасу грба је исписано ФК Текстилац Итес Оџаци, након што је фабрика Итес престала да спонзорише клуб са грба је уклоњен назив те фирме, што представља и једину промену у односу на изглед данашњег грба и тог грба. Текстилац данас наступа у плавим дресовима када игра као домаћин, а у белим на гостовању.

## Стадион
Текстилац своје утакмице игра на Градском стадиону још од 1928. године. Када је клуб основан прве утакмице су игране на Вашаришту, месту на којем се данас налази стадион Фудбалског клуба Оџаци. Када су Јохан Ертл и радници Фабрике ужарије и канапа основали фудбалски клуб, Ертл је одмах помогао да се на Вашаришту обезбеде услови за играње. Шест година након његове смрти, његов син је изградио стадион на којем Текстилац и данас игра. Прва првенствена утакмица на новом стадиону одиграна је 14. октобра 1928. године. Противник Оџачког спортског клуба био је Соко. Стадион је за то време имао веома добре услове. Имао је свлачионице, купатила и тушеве, што за већину стадиона тог времена није био случај.
Доласком комуниста стадион је понео назив по југословенском народном хероју Иви Лоли Рибару, а када је стадион прешао у власништво општине назив је промењен у Градски стадион. Прва и за сада једина трибина на стадиону је изграђена 1962. године на западној страни. Трибина је бетонска и нема постављених столица. Након реновирања 2016. године постављена је нова ограда и направљен је посебан део за гостујуће навијаче. Капацитет трибине се процењује на 3.000 стајаћих места.
Нова атлетска стаза постављена је 2018. године. Атлетска стаза има 4 траке на свих 400 метара, док 120 метара има 6 трака. Стаза је оивичена са обе стране, постављен је слој шљунка и шљаке након чега је стаза обележена.

## Тим

### Први тим
Од 8. септембар 2018.
| Бр. |          | Позиција | Играч                                     |
| --- | -------- | -------- | ----------------------------------------- |
| 1   | Србија   | Г        | Миљан Дринчић                             |
| 2   | Србија   | Н        | Милош Зличић                              |
| 3   | Србија   | С        | Вељко Димковић                            |
| 4   | Србија   | О        | Марко Луковић                             |
| 5   | Србија   | О        | Никола Марјановић                         |
| 6   | Србија   | О        | Дејан Станковић (капитен)                 |
| 7   | Србија   | С        | Дарко Стојановић (на позајмици из ИМТ)    |
| 8   | Србија   | С        | Радован Аврам                             |
| 9   | Нигерија | Н        | Принц Лаки Укачувку (на позајмици из ИМТ) |
| 10  | Србија   | Н        | Стефан Стојановић                         |
| 11  | Србија   | О        | Александар Поповић                        |
| 12  | Србија   | Г        | Бојан Браћ                                |
| 13  | Србија   | С        | Дејан Ђурић                               |

| Бр. |         | Позиција | Играч                                            |
| --- | ------- | -------- | ------------------------------------------------ |
| 14  | Србија  | С        | Леонтије Васић (на позајмици из ИМТ)             |
| 15  | Србија  | О        | Филип Средојевић                                 |
| 16  | Њемачка | С        | Максим Рајковић                                  |
| 17  | Србија  | С        | Милош Зекић                                      |
| 18  | Србија  | О        | Ђорђе Јовановић                                  |
| 19  | Русија  | С        | Владислав Голдин (на позајмици из Црвена звезда) |
| 20  | Србија  | С        | Бранимир Јочић                                   |
| 21  | Србија  | С        | Ирфан Зулфић (на позајмици из ИМТ)               |
| 22  | Србија  | О        | Иван Давидовић                                   |
| 24  | Јапан   | С        | Јуто Накамура                                    |
| 25  | Србија  | С        | Лазар Чордашић                                   |
| 27  | Србија  | О        | Стефан Николић                                   |

### Бивши познати играчи
| - Анте Бачић - Слободан Јованић - Алфонз Хорватич - Влатко Шимек | - Зоран Ћирић - Ђорђе Бабаљ - Саво Павићевић - Стеван Рељић | - Младен Веселиновић - Александар Давидов - Милан Давидов - Бранислав Трајковић |

- Слободан Лалић
- Огњен Красић
- Звонко Ћирић

### Стручни штаб
Тренер
 Бранко Мирјачић
Тренер голмана
 Золтан Догнар
Тренер млађих категорија
 Зоран Ћирић
 Горан Јовановић
 Стојан Николић

### Омладинска школа
Поред сениора у клубу делују и млађе категорије. Великим делом се из млађих категорија попуњава сениорска селекција, стога је важност ових селекција велика.
Пионири, кадети и омладинци Текстилца учествују у такмичењима које организује Фудбалски савез Војводине, као и на бројним турнирима широм Војводине. Текстилац од 2014. године организује Текстилац куп, који сваке године окупља тридесетак екипа са простора Бачке.
Све млађе селекције тренирају на Градском стадиону, на којем тренира и сениорски тим. Поред тренера млађих категорија, са фудбалерима из омладинске школе раде и тренери сениорског тима и неки од првотимаца.
Клуб може да се похвали тиме да деца из млађих категорија тренирају потпуно бесплатно,што није случај у данашње време. Све трошкове управа сноси сама уз помоћ пријатеља клуба.

## Успеси

### Текстилац Оџаци
- Северна група Српске лиге
Другопласирани: 1962-63
Првопласирани: 2022-23
- Зонска лига
Првак: 1957-58, 1961-62, 1974-75, 1982-83, 1986-87, 1998-99
- Подручна лига Сомбор
Првак: 1974-75, 1982-83, 1992-93
Другопласирани: 1953-54, 1981-82, 1991-92
- Куп Југославије
Шеснаестина финала: 1977-78

### Оџачки спортски клуб
- Суботички подсавез — Завршна лига за првака
Другопласирани: 1935-36
- Суботички подсавез — I разред Дунавска група
Првак: 1935-36

### СК Ходшаг
- Оџачки срез
Првак: 1941

### СК Алеманија
- Оџачки срез
Првак: 1942

## Ривалство са Фудбалским клубом Оџаци
Највећи ривал Текстилца је фудбалски клуб Оџаци. Ривалство између Оџака и Текстилца започело је 1969. године, када је основан фудбалски клуб Оџаци. Пре тога, током 1950-их и 1960-их година, Текстилац је имао градске ривале Слогу и Трговачки.
Текстилац је био успешнији клуб за време Југославије, а касније и Србије и Црне Горе. Највеће ривалство је било у сезони 1982—83. Текстилац и Оџаци су се борили за титулу првака Подручне лиге Сомбор. Текстилац је постао првак са 42 бода, док је фудбалски клуб Оџаци био други са 5 бодова мање. У последњих неколико година фудбалски клуб Оџаци је бележио боље резултате. Био је првак Српске лиге Војводина и пласирао се у Прву лигу Србије, али је због финансијских проблема испао у пети ниво такмичења у Србији.
Занимљивост је да је у градском дербију одиграном 16. маја 2015. године, у 26. колу Српске лиге Војводине, фудбалски клуб Оџаци наступао под именом ПИК Пригревица. Разлог томе је била замена места ФК Оџаци и ПИК Пригревица на половини сезоне, због тога ФК Оџаци није могао да наступа под својим називом.

## У популарној култури
У емисији „Прави фудбал”, Текстилац се помиње у две епизоде. Аутори емисије су Димитрије Бањац, Никола Шкорић и Дејан Ћирјаковић, познати по улогама у серији Државни посао. Први пут у тринаестој епизоди када су играли ФК Оџаци и ФК Раднички Шид. Милан Мочибоб и Бранко Борота, ликови из емисије, коментаришу како Оџаци играју на стадиону Текстилца популарној Грбавици, међутим надимак Грбавица носи стадион ФК Оџаци, а не стадион Текстилца, данас Градски стадион. У седамнаестој епизоди је Текстилац играо против екипе Младости у Турији у 10. колу Војвођанске лиге Север. Такође и ту је направљена једна грешка, Дадо Богдан говори да је у Оџацима одиграна прва ноћна утакмица у Југославији. У песми Нови Сад групе Бркови, Ведран Пехар, познатији као Шемсо69, описује боравак групе у Новом Саду. Међу успоменама које га вежу за Нови Сад, помиње и да је са Ранком, гитаристом ТетраПанк-а, навијао за Текстилац. Од. 2013. године Текстилац се налази у популарној игри Фудбал менаџер.